# مقاطعة نيفادا (كاليفورنيا)
مقاطعة نيفادا (بالإنجليزية: Nevada County)‏ هي إحدى مقاطعات ولاية كاليفورنيا في الولايات المتحدة الأمريكية.